# Georg Mayer (politik)
Georg Mayer (4. června 1852 Zerlach – 20. května 1931 Zerlach) byl rakouský křesťansko sociální politik, na počátku 20. století poslanec Říšské rady, v poválečném období poslanec rakouské Národní rady.

## Biografie
Vychodil národní školu. Působil jako majitel realit. Byl starostou rodného Zerlachu a ředitelem spořitelny v Kirchbachu. Angažoval se v Křesťansko sociální straně Rakouska.
Na počátku 20. století se zapojil i do celostátní politiky. Ve volbách do Říšské rady roku 1911 získal mandát v Říšské radě (celostátní zákonodárný sbor) za obvod Štýrsko 19. Usedl do poslanecké frakce Křesťansko-sociální klub německých poslanců. Ve vídeňském parlamentu setrval až do zániku monarchie. Profesně byl k roku 1911 uváděn jako majitel realit.
Po válce zasedal v letech 1918–1919 jako poslanec Provizorního národního shromáždění Německého Rakouska (Provisorische Nationalversammlung).